# فرشی
فرشی (انگلیسی: Freshii) شرکت رستوران‌های زنجیره‌ای کانادایی است، که در سال ۲۰۰۵ تأسیس شد.